# Nhất thể hóa
Nhất thể hóa là thuật ngữ của đảng Cộng sản Việt Nam để chỉ việc một số chức danh tổ chức đảng kiêm nhiệm chức danh tương đồng của chính quyền và các đoàn thể chính trị-xã hội. Mục đích là để tinh giản số cán bộ được hưởng lương và phụ cấp và tinh giản biên chế trong toàn hệ thống chính trị.

## Bối cảnh
Nhiều năm qua, Đảng Cộng sản Việt Nam, Nhà nước Xã hội chủ nghĩa đã tiến hành nhiều giải pháp nhằm tinh giản bộ máy, tuy nhiên kết quả như Nghị quyết Đại hội XII đã đánh giá: “Số lượng cán bộ, công chức không những không giảm mà lại tăng”. Đây là vấn đề rất cấp thiết bởi bộ máy công quyền của Việt Nam hiện nay quá cồng kềnh, chồng chéo với 2,7 triệu người hưởng lương.
Tổng Bí thư Nguyễn Phú Trọng trong bài phát biểu bế mạc Hội nghị Trung ương 6 trong tháng 10 năm 2017 cũng nói đến việc “thực hiện bí thư cấp ủy đồng thời là chủ tịch Ủy ban Nhân Dân cấp huyện, cấp xã những nơi có đủ điều kiện.” 

## Thí điểm
Quảng Ninh là một trong những địa phương tiên phong trong việc nhất thể hóa chức danh. Việc nhất thể hóa một số chức danh bí thư huyện ủy kiêm chủ tịch HĐND cấp huyện đã có 7/14 cấp huyện thực hiện. Ở cấp xã đã nhất thể hóa 75/186 bí thư kiêm chủ tịch HĐND. Ngoài ra, tỉnh còn thực hiện kiêm nhiệm chức danh trưởng ban tuyên giáo cấp huyện kiêm trưởng phòng văn hóa-thông tin; trưởng ban tổ chức kiêm trưởng phòng nội vụ; chủ nhiệm ủy ban kiểm tra kiêm chánh thanh tra; trưởng ban dân vận kiêm chủ tịch MTTQ; phó trưởng ban tuyên giáo kiêm giám đốc trung tâm bồi dưỡng chính trị; trưởng phòng y tế kiêm giám đốc trung tâm dân số-kế hoạch hóa gia đình...
Thành phố Hà Nội đặt kế hoạch đến năm 2023 có từ 50% thôn, tổ dân phố trở lên thực hiện mô hình bí thư chi bộ đồng thời là trưởng thôn, tổ trưởng tổ dân phố.
Việc nhất thể hóa các chức danh và sáp nhập một số đơn vị đã bảo đảm được 3 mục tiêu: Tinh giản được bộ máy, vừa bảo đảm sự giám sát của nhân dân đối với các tổ chức đảng và đảng viên, vừa tiết kiệm được nguồn lực và tiền thuế của nhân dân.

## Luật pháp
- Luật Gia Nguyễn Đình Hà, vào ngày 12 Tháng 10, viết: “Muốn ‘nhất thể hóa’ hai chức bí thư và chủ tịch huyện/xã thì phải sửa luật, chứ không phải đảng bảo thế mà làm được ngay. Chủ tịch huyện/xã do Hội đồng Nhân Dân cùng cấp bầu ra, chứ bí thư là bí thư của đảng, do đảng tự bầu ra, dân không bầu ra bí thư. Do vậy, về cơ bản, muốn ‘nhất thể hóa’ thì phải sửa đổi chí ít hai luật – bầu cử và tổ chức chính quyền địa phương." Ông đặt câu hỏi: " Nếu bí thư ngồi vào ghế chủ tịch huyện/xã rồi, thì cần gì bầu bán chủ tịch trong phiên họp đầu, kỳ họp đầu mỗi khóa Hội đồng Nhân Dân? Làm gì còn cạnh tranh? Và liệu có còn dân chủ ở cơ sở, dù chỉ hình thức? Hay chỉ còn dân chủ trong đảng?” [2]